# Brunringad fjällskivling
Brunringad fjällskivling (Lepiota ignivolvata) är en svampart som beskrevs av Bousset & Joss. ex Joss. 1990. Brunringad fjällskivling ingår i släktet Lepiota och familjen Agaricaceae.  Arten är reproducerande i Sverige. Inga underarter finns listade i Catalogue of Life.